# Сидоров, Евгений Николаевич
Евгений Николаевич Сидоров (3 марта 1916, Петроград — 18 июня 2008) — советский хозяйственный, государственный и политический деятель.

## Биография
Родился в 1916 году в Петрограде. Член КПСС.
С 1934 года — на хозяйственной, общественной и политической работе. В 1934—1987 гг. — рабочий на строительстве Средярволгостроя, десятник на строительстве завода СК-3 в городе Ефремове, мастер, прораб в тресте «Заводстрой» Наркомтяжпрома, в Красной Армии, прораб, главный инженер участка строительства Московской Окружной железной дороги, начальник участка по восстановлению ст. Великие Луки Калининской железной дороги, начальник 3-й строительной конторы на строительстве высотного здания у Красных ворот, главный инженер Управления строительства многоэтажных зданий, главный инженер УСМЗ (трест МС-15), главный инженер Общестроительного территориального управления № 5, главный инженер производственно-распорядительного управления, начальник управления жилищного строительства № 2, заместитель начальника главка, начальник «Главмосстроя», заместитель председателя Госплана РСФСР по строительному комплексу.
За возведение телевизионной башни высотой 533 м в Останкино в составе коллектива удостоен Государственной премии СССР 1969 года.
Избирался депутатом Верховного Совета РСФСР 8-го созыва.
Жил в Москве. Умер 18 июня 2008 года. Похоронен на Востряковском кладбище.